# غزال برجفالسكي
غزال برجفالسكي (الاسم العلمي: Przewalski's gazelle) نوع من الغزلان من فصيلة البقريات لا يوجد إلا في الصين. أخذ تسميته من اسم العالم الروسي نيقولاي برجفالسكي الذي اكتشفه سنة 1875.

## انظر ايضاً
- خيل برجفالسكي